# Sitneši
Sitneši (cyr. Ситнеши) – wieś w Bośni i Hercegowinie, w Republice Serbskiej, w gminie Srbac. W 2013 roku liczyła 871 mieszkańców.